# Marek Forgáč

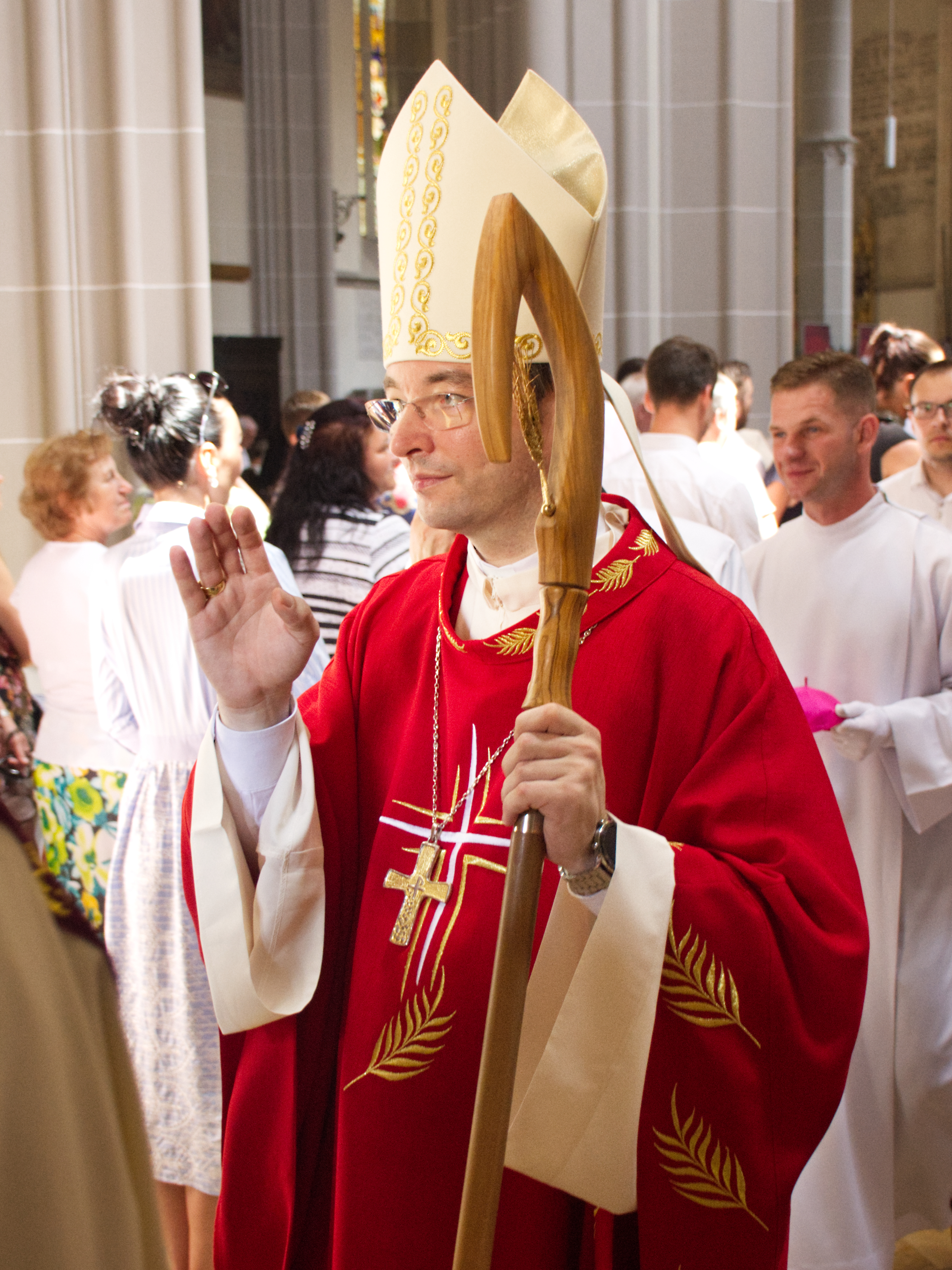
Marek Forgáč (2019)

Bischofswappen

Marek Forgáč (* 21. Januar 1974 in Košice, Tschechoslowakei) ist ein slowakischer Geistlicher und römisch-katholischer Weihbischof in Košice.

## Leben
Marek Forgáč studierte Philosophie und Theologie am Priesterseminar in Spišské Podhradie, leistete seinen Militärdienst ab und empfing am 19. Juni 1999 die Priesterweihe für das Erzbistum Košice.
Bis 2002 war er in der Pfarrseelsorge tätig und anschließend bis 2004 Jugendseelsorger am Zentrum für Hochschulseelsorge. Von 2004 bis 2007 studierte er Psychologie an der Päpstlichen Universität Gregoriana. Anschließend war er erneut in der Hochschulseelsorge in Košice tätig und lehrt seit 2007 Pastoralpsychologie und Psychologie von Ehe und Familie an der Theologischen Fakultät. Seit 2011 war er hier Prodekan für Wissenschaft und für die Doktoratsstudien an der Theologischen Fakultät der Katholischen Universität in Ružomberok.
Papst Franziskus ernannte ihn am 11. Juni 2016 zum Titularbischof von Seleuciana und zum Weihbischof in Košice. Die Bischofsweihe spendete ihm im Dom der Heiligen Elisabeth der Erzbischof von Košice, Bernard Bober, am 1. September desselben Jahres. Mitkonsekratoren waren der emeritierte Kardinalpräfekt der Kongregation für die Evangelisierung der Völker, Jozef Tomko, und der Apostolische Nuntius in der Slowakei, Erzbischof Mario Giordana.